# Fernando Rodríguez Fornos y González
Fernando Rodríguez Fornos y González (Salamanca, 31 d'agost de 1883 - València, 8 de novembre de 1951) fou un metge i catedràtic d'universitat espanyol.

## Trajectòria
Originàriament es deia Fernando Felipe Ramón Rodríguez González, però el 1923 fou autoritzat per usar els dos cognoms del seu pare. Es llicencià en medicina a la Universitat de Madrid i en 1907 fou nomenat metge de l'Hospital de la Santísima Trinidad de Salamanca. El 1911 va obtenir la càtedra de patologia mèdica de la Universitat de València i el 1931 arribà a degà de la seva facultat de Medicina. En 1931 fou nomenat Fill Predilecte de València i rector de la Universitat de València de 1934 a 1936.
Posicionat políticament de dretes, en esclatar la guerra civil espanyola va marxar de València i tornà a Salamanca, on treballà com a catedràtic de medicina de la Universitat de Salamanca i el 1939 fou nomenat "capità honorífic" de l'exèrcit revoltat. En acabar la guerra torna a València, on recupera la seva càtedra, i en 1941 torna a ser nomenat rector de la Universitat de València, càrrec que conservaria fins a la seva mort. També fou procurador en Corts durant aquest període. Durant aquest rectorat es va esforçar per la millora de les infraestructures de la Universitat de València, que van millorar també a la pròpia ciutat de València. També fou conseller del Consell Superior d'Investigacions Científiques i membre de la Reial Acadèmia Nacional de Medicina.